# Pacto del Mayflower
El Pacto del Mayflower (en inglés: Mayflower Compact), titulado originalmente Acuerdo entre los colonos de Nueva Plymouth, fue el primer documento de gobierno en la colonia de Plymouth. Es una importante representación de cómo los proyectos colonialistas buscaban instaurar nuevas formas de gobierno; se erige como materialización de un "Contrato Social". 
El documento fue redactado por los llamados Padres Peregrinos, los inmigrantes que cruzaron el Atlántico a bordo del Mayflower buscando la libertad de culto. Los peregrinos estaban inconformes con la Iglesia Anglicana, se consideraban "separatistas" que seguían la escuela de Calvino. Fue firmado el 11 de noviembre de 1620 (calendario juliano) en las costas de lo que hoy en día es Provincetown, cerca de Cabo Cod. Cuando el Mayflower atracó en Plymouth, los peregrinos se dieron cuenta de que estaban en una tierra desconocida por la Compañía de Londres. Por eso, el Pacto del Mayflower fue escrito y adoptado, para que rigiera el principio básico de leyes justas e iguales para todos dentro de la legalidad británica. Muchos de los pasajeros sabían que los asentamientos previos habían fallado porque no habían tenido un gobierno. 
Este documento es de especial relevancia para la concepción de una "nación de credos", cuyo epítome serían los siguientes documentos: Declaración de Independencia y la Constitución de los Estados Unidos de América. 
Es considerado por algunos como el fundamento mismo de la Constitución de los Estados Unidos de América.Esto, en el sentido de que se sientan principios importantes de regulación que se basan en la igualdad y la justicia para todos. Ciertamente, algo que se dejaría ver desde los inicios del colonialismo hasta la modernidad es la constante tensión que existe entre los distintos proyectos de nación. 
Cabe destacar que dentro de la idea de gobierno de los Peregrinos regían principios fundamentalmente socialistas; de amor al prójimo y la concepción de tierras comunales, elemento que sería propio de los proyectos colonialistas de ésta índole. 

## Texto delPacto del Mayflower

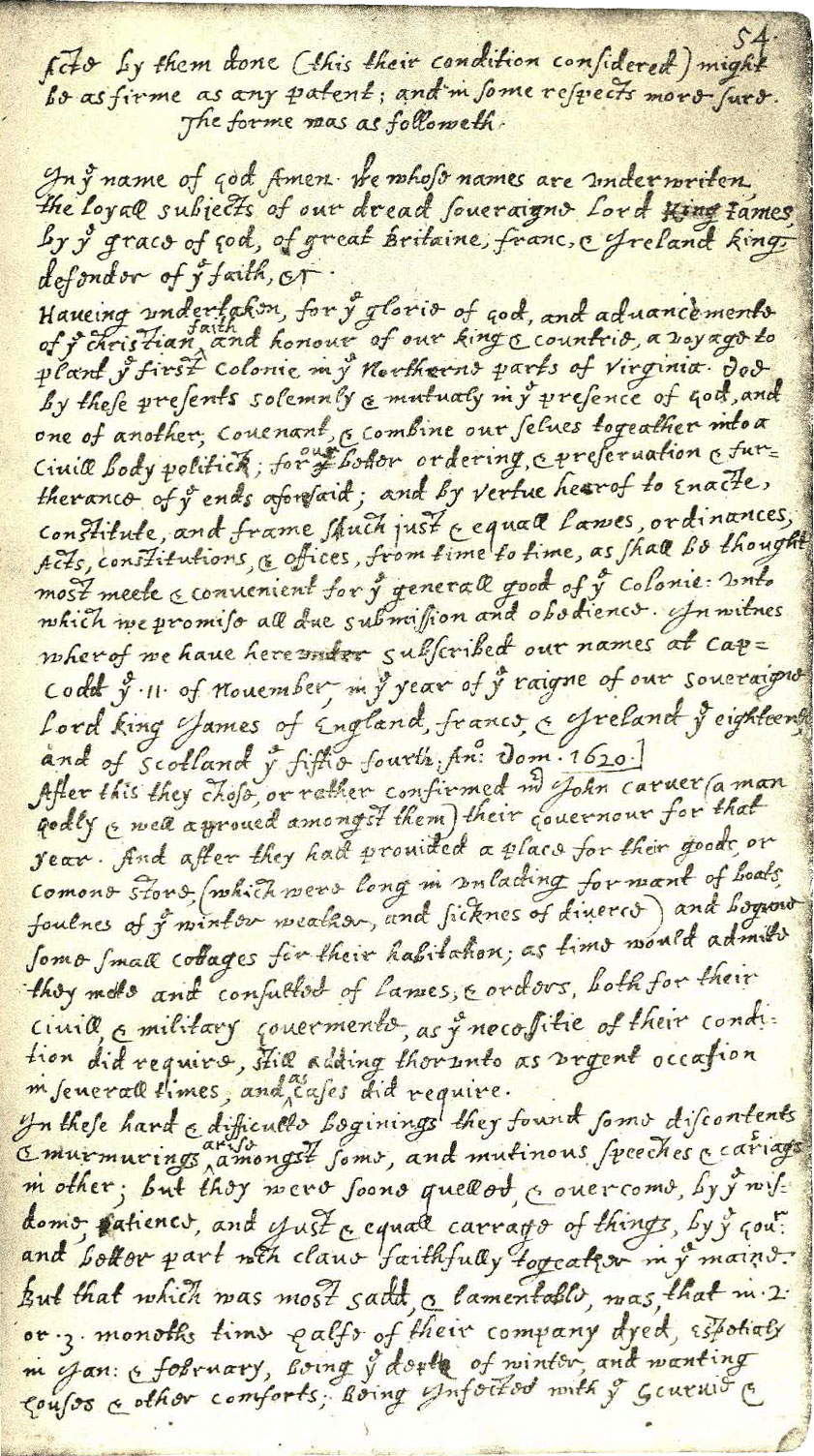
La transcripción por Bradford del pacto.

El documento original se ha perdido, pero la transcripción en Mourt's Relation y el diario de William Bradford: Of Plymouth Plantation están de acuerdo y han sido aceptados como correctos. El manuscrito de Bradford está guardado en una caja fuerte en la Biblioteca estatal de Massachusetts. La transcripción es como sigue:

En el nombre de Dios, Amén.
                     
Nosotros, cuyos nombres están escritos debajo, los sujetos leales de nuestro Temible Soberano Señor Rey Jaime, por la Gracia de Dios, de Gran Bretaña, Francia e Irlanda, Rey, Defensor de la Fe.

Habiendo emprendido para la Gloria de Dios, y el Avance de la Fé Cristiana y el Honor de nuestro Rey y Patria, una travesía para plantar la primera colonia en las Partes Norteñas de Virginia; hacemos por estos presentes, solemne y mutuamente en la Presencia de Dios y unos con otros, pacto y nos combinamos juntos en un Cuerpo Político Civil para nuestro orden y preservación y fomento de los fines antedichos; y por virtud de esto establecemos y aprobamos, constituimos y formamos, tales justas e iguales leyes, Ordenanzas, Actas, Constituciones y Oficios, de tiempo en tiempo, según sea considerado muy propio y conveniente para el Bienestar General de la Colonia, a la cual prometemos toda la Obediencia y Sumisión debidas. En fe de lo cual hemos suscripto nuestros nombres a esto en Cape Cod el once de Noviembre, en el Reino de Nuestro Soberano Señor Rey Jaime de Inglaterra, Francia e Irlanda, el dieciocho y de Escocia, el cincuenta y cuatro. Anno Domini, 1620.

## Firmantes

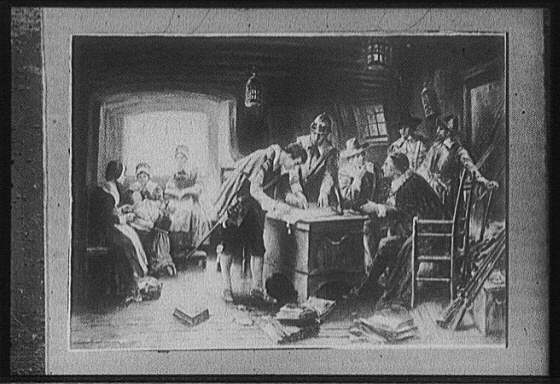
Signing of the Mayflower Compact (Firma del Pacto del Mayflower), una pintura por Edward Percy Moran conservada en el Museo de Plymouth.

La lista de 41 pasajeros adultos que firmaron el pacto fue facilitada por el sobrino de Bradford, Nathaniel Morton, en su New England's Memorial de 1669.
1. John Carver
2. William Bradford
3. William Brewster
4. John Alden
5. John Howland
6. Stephen Hopkins
7. Edward Winslow
8. Gilbert Winslow
9. Myles Standish
10. John Allerton
11. Isaac Allerton
12. John Billington
13. Thomas Tinker
14. Samuel Fuller
15. Richard Clark
16. Richard Warren
17. Edward Leister
18. Digery Priest
19. Thomas Williams
20. Peter Brown
21. John Turner
22. Edward Tilly
23. John Craxton
24. Thomas Rogers
25. John Goodman
26. Edward Fuller
27. Richard Gardiner
28. William White
29. Edmund Margeson
30. George Soule
31. James Chilton
32. Francis Cooke
33. Edward Doty
34. Moses Fletcher
35. John Rigdale
36. Christopher Martin
37. William Mullins
38. Thomas English
39. Richard Bitteridge
40. Francis Eaton
41. John Tilly